# Lesley Tomlinson
 Lesley Tomlinson née le 26 décembre 1959 à Derbyshire est une coureuse cycliste professionnelle canadienne, elle pratique également le VTT et le cross triathlon.

## Palmarès sur route

### Championnats du monde
- Oslo 1993
  - 35e de la course en ligne

### Par années
- 1992
  - GP de Beauce
- 1994
  - 2e du championnat du Canada sur route
  - 2e du contre-la-montre des Jeux du Commonwealth

### Grands tours

#### Tour d'Italie
- 1996 : 45e

#### La Grande Boucle
- 1995 : 58e

## Palmarès en VTT

### Jeux Olympiques
- Atlanta 1996
  - 13e du VTT cross-country
- Sydney 2000
  - 19e du VTT cross-country

### Championnats du monde
- Métabief 1993
  - 12e au championnat du monde de cross-country
- Kirchzarten 1995
  - 6e au championnat du monde de cross-country
- Cairns 1996
  - 20e au championnat du monde de cross-country
- Château-d'Œx 1997
  - 13e au championnat du monde de cross-country
- Mont Sainte-Anne 1998
  - 9e au championnat du monde de cross-country
- Åre 1999
  - 21e au championnat du monde de cross-country
- Sierra Nevada 2000
  - 14e au championnat du monde de cross-country
- Vail 2001
  - 23e au championnat du monde de cross-country
- Lugano 2003
  - 19e au championnat du monde de cross-country marathon

### Championnat du Canada
- 1997
  - 2e du championnat du Canada de cross-country
- 1999
  - 2e du championnat du Canada de cross-country

### Autres
- 2002
  - Trans Alp Challenge
- 2003
  - Championne du monde des 24 heures en solo
  - Trans Alp Challenge
- 2004
  - Championne du monde des 24 heures en solo

## Palmarès en triathlon
Le tableau présente les résultats les plus significatifs (podium) obtenus sur le circuit international de triathlon depuis 1997.
| Année | Compétition                        | Pays       | Position          | Temps          |
| ----- | ---------------------------------- | ---------- | ----------------- | -------------- |
| 1997  | Championnat du monde Xterra - Maui | États-Unis | Médaille d'argent | 3 h 4 min 31 s |